# Probsthain’s Oriental Series
Probsthain’s Oriental Series ist eine Buchreihe zur Orientalistik.
Der Buchhändler Arthur Probsthain veröffentlichte ab 1909 über seine Buchhandlung im West End (London) diese Buchreihe. Sie gehörte bis nach dem Zweiten Weltkrieg zu den bedeutendsten Veröffentlichungen westlicher Ausgaben der Sinologie, insbesondere der verschiedenen klassischen Werke der chinesischen Philosophie in englischer Darstellung und Übersetzung.

## Bände
| Band | Verfasser / Übersetzer          | Titel | Jahr             |
| ---- | ------------------------------- | --- | ---------------- |
| 1    | Ananda Kentish Coomaraswamy     | The Indian Craftsman                                                                                         | 1909             |
| 2    | Heinrich Hackmann               | Buddhism as a religion                                                                                       | 1910             |
| 3    | Jalāluʾd-dīn Galāl-ad-Dīn Rūmī  | The Masnavī, Band 1: Translation                                                                             | 1910             |
| 4    | Jalāluʾd-dīn Galāl-ad-Dīn Rūmī  | The Masnavī, Band 2: Commentary                                                                              | 1910             |
| 5    | S. Khuda Bukhsh                 | Essays. Indian and Islamic                                                                                   | 1912             |
| 6    | Hugh George Rawlinson           | Bactria. The history of a forgotten empire                                                                   | 1912             |
| 7    | Daisetz Teitaro Suzuki          | A brief history of early Chinese philosophy                                                                  | 1913             |
| 8    | John Steele                     | The I-Li or book of etiquette and ceremonial, Band 1                                                         | 1917             |
| 9    | John Steele                     | The I-Li or book of etiquette and ceremonial, Band 2                                                         | 1917             |
| 10   | Chu Hsi                         | The philosophy of human nature                                                                               | 1922             |
| 11   | Joseph Percy Bruce              | Chu Hsi and his masters. An introduction to Chu Hsi and the Sung school of Chinese philosophy                | 1923             |
| 12   | Ganjavī Nizāmī                  | The Haft paikar, Band 1: Translation                                                                         | 1924             |
| 13   | Ganjavī Nizāmī                  | The Haft paikar, Band 2: Commentary                                                                          | 1924             |
| 14   | Alfred Forke                    | The world conception of the Chinese. Their astronomical, cosmological and physico-philosophical speculations | 1925             |
| 15   | Homer Hasenpflug Dubs           | Hsüntze. The moulder of ancient confucianism, Band 1                                                         | 1927             |
| 16   | Homer Hasenpflug Dubs           | Hsüntze. The moulder of ancient confucianism, Band 2: The works                                              | 1928             |
| 17   | J. J. L. Duyvendak (Übersetzer) | The Book of Lord Shang. A classic of the Chinese school of law                                               | 1928             |
| 18   | Lewis Hodous                    | Folkways in China                                                                                            | 1929             |
| 19   | Motse                           | The Ethical and Political Works                                                                              | 1929             |
| 20   | Yi-Pao Mei                      | Motse, the neglected rival of Confucius                                                                      | 1934             |
| 21   | Henry Raymond Williamson        | Wang An Shih, Band 1                                                                                         | 1935             |
| 22   | Henry Raymond Williamson        | Wang An Shih, Band 2                                                                                         | 1937             |
| 23   | Evangeline Dora Edwards         | Chinese prose literature of the T'ang period. A. D. 618–906, Band 1: Miscellaneous literature                | 1937             |
| 24   | Evangeline Dora Edwards         | Chinese prose literature of the T'ang period. A. D. 618–906, Band 2: Fiction                                 | 1938             |
| 25   | Fei-tzŭ Han                     | The complete works, Band 1: A classic of Chinese legalism                                                    | 1939             |
| 26   | Fei-tzŭ Han                     | The complete works, Band 2: A classic of Chinese political science                                           | 1959             |
| 27   | Ganjavī Nizāmī                  | Makhzanol Asrār. The treasury of mysteries                                                                   | 1945             |
| 28   | Howard S. Galt                  | A history of Chinese educational institutions, Band 1: A. D. 960                                             | 1951             |
| 29   | Takayuki Nagashima              | Truths and fabrications in religion. An investigation from the documents of the Zen <Ch'an> Sect             | 1975 (Nachdruck) |
| 30   | H.G. Quaritch Wales             | The universe around them. Cosmology and cosmic renewal in indianized south-east asia                         | 1977 (Nachdruck) |
| –    | Jan J. Duyvendak                | China’s discovery of Africa. Lectures given at the University of London on january 22 and 23, 1947           | 1949             |